# 女神

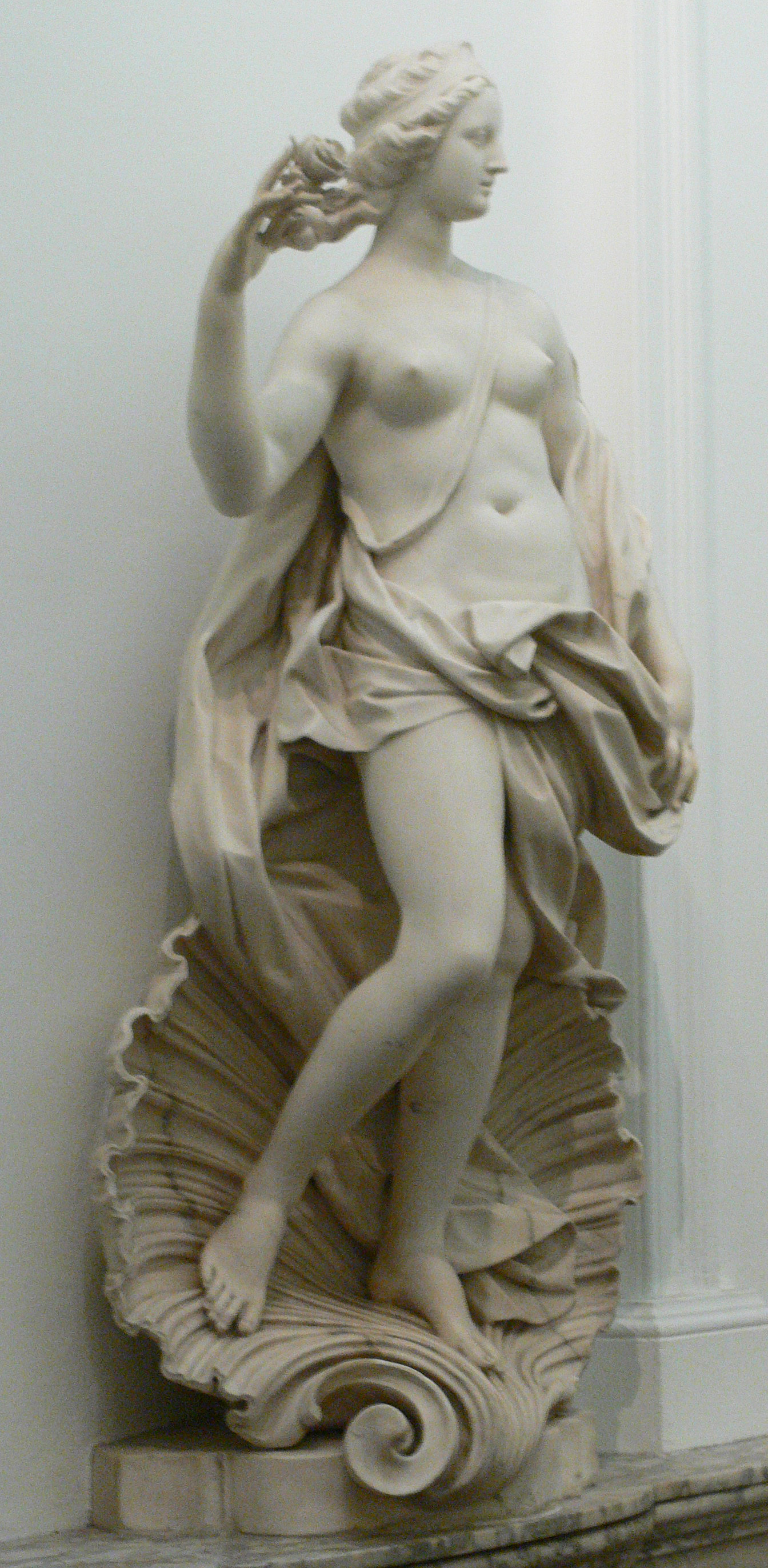
ギリシア神話の女神アプロディーテー

女神（めがみ）とは、女性の姿を持つ神のこと。

## 解説
多神教においては、往々にして神にも性別が存在し、そのうち女性の神を女神と称する。対して男性の神を男神（おがみ）と呼ぶ。
女性は子供を産むという属性ゆえに原始宗教・神話の世界では「母神」として表現されることが多い（NEUMANN・p.95、後述論文）。日本の土偶もヨーロッパからシベリアに至るユーラシア大陸において後期旧石器時代以後、広く分布する狩猟・採集・漁労民の女神像の一環と捉えられている（後述論文）。狩猟・採集・漁労民の女神信仰は、農業民の女神信仰と根本的に異なり、農業社会では地母神信仰が顕著に見られるが、前者の信仰では大地の生産性や生命力に対する認識・信仰はない（後述論文）。前者の信仰で重要なのは、獲物が取れるかどうかであり、それは超自然的な力に左右される（後述論文）。土偶も出産や多産を願う気持ちから作られた「お産の女神」の性格をもち、子供は老後の支えとして必要であり、土偶はお産の女神と同時に「家神」としての性格ももつ。角林文雄は、土偶はあくまで多産信仰が基本であり、「食べ物を産み出す」性格と「食べ物（作物）の成長を守る」性格を有した女神の信仰は、農耕社会（日本では、弥生・古墳時代以降）からであるとする。そしてイザナミに関連した神話に関しても、稲作農業との接点がないことから（地母神的性格はみられるものの）、原神話は縄文時代に東南アジアから伝えられたもので、のちに高天原神話に取り込まれたとする。一方で、天照大神の方は食べ物を産み出す農業社会の女神としての性格をもち、農耕の守護者である天照大神と農耕の妨害者であるスサノオの対立という信仰が成立する。
美しい若い女性や、ふくよかな体格の母を思わせる姿のものが多い。中にはモイライの様な年老いた女神や、カーリーの様な恐ろしい姿の者もいる。大地や美や性愛を司る神は、各地においてたいてい女神である。それらは往々にして母性と結びつけられ、まとめて「地母神」と呼ばれる。神に人間のような性別があるかどうかは神学においては議論や研究の対象であり、神には性別が無いとする立場からは、単に外見が人間の女性に酷似する神とされる。
アブラハムの宗教のような一神教においては、唯一の存在である神には性別は存在せず、従って女神も存在しない。父なる神という呼び方も、「父」とは力の象徴とされ、さらにキリスト教においてはイエス・キリストが「アッバ」（ヘブライ語で「お父ちゃん」という意味の幼児語）と神を呼んでいたことから、親しさ、親密さを表すものとされ、性別を指してはいないとされる。一方、フランス革命以降のフランスにおいては、キリスト教から脱する考えにおいて、信仰の対象ではなく単なる象徴として、女神が奉られた（自由の女神）。またヨーロッパの多神教時代の民話などを、近代以降に翻案するにあたっても、具体的な神から単なる女神へと置き換えられる場合が多い（金の斧など）。このためヨーロッパでは各地で女神像を散見する。また、カトリックにおいては聖母マリアは崇敬の対象とされ、女神的に扱っていると見られることもある。

## 日本神話（高天原神話）における役割
性差が存在することによって、一神教のような男性優位の社会を主張する流れとは異なる物語の形成に繋がっている。例として、イザナギ・イザナミの婚姻譚において、男から先に声をかけなかったために失敗したといった流れがあり、一見すると男性優位の物語として語られているように見えるが、その後、産まれた男神であるヒルコを廃し（流し）、女神たるヒルメを立てているところは女性優遇といえるものであり、河合隼雄は著書『中空構造日本の深層』において、男性優位と女性優位の物語を交互に語らせることで、カウンターバランスを成立させ、男女が互いに欠点を補い合うことで安定化を図っているとした社会思想を神話によって語らせているとしている。またアマテラスとスサノオの「清い心を示す勝負」では、男神を生み出したアマテラス＝女神に対して、女神を生み出したスサノオ＝男神を勝たせている。女神の存在は、一方の性を優遇するといった一辺倒な社会の否定に繋がっているともいえよう。
『神皇正統記』に「陽神（おかみ）陰神（めがみ）」と表記されているように、陰陽思想の下では女神は「陰」に比定される（『神統記』内では陰神の表記が度々用いられている）。また、日本では女神の呼称の他に「姫神（ひめがみ）」という言葉を用い、これに対して男神を「彦神（ひこがみ）」と呼称する（『広辞苑 第六版』岩波書店より）。

## 山神と女神の関係
日本では山神は女神の場合が多く（後述書 p.103）、山神が男神の場合、狩猟・伐採・芸能を司る。水や生命を育む森・山は基本的に女性原理として表現されるため、山に男女で入ると女神が嫉妬したり、女性の入山自体を嫌う話も多いとされ、山神が生産を司る以上、日本語の「ヲンナ」は「ヲミナ」＝産むの意であると捉えられている。
柳田國男は『妹の力』において、霊山における女性の立ち入りを禁じる結界岩は、多くは、山の中腹にあり、本当に入山を禁じていたのなら、中腹に結界岩を置くのは不自然であり、むしろ禁じていたのではなく、足の弱い女性が頂上まで登らずとも参拝できるようにとの配慮からと考察する。

## 女神と笑いの関係
ギリシア神話には悲しみに沈んだ大地の女神デメテルにバウボという女が自らの性器を見せ、笑わせ、大地の生産力を回復させた話があり、日本神話にもアメノウズメが性器を見せ、神々が笑い、アマテラスが口を開いた話が見られ、怒れる自然（デメテルやアマテラス）に豊穣多産を回復させるために行う話の類型であり、自然を再生させることは、女神を笑わせ、機嫌を取り戻すことで、そうした神話（女性器を見せることで女神の笑いを取る）として表現されたものと松本信広は解釈している。関連は不明だが、古墳時代の女性埴輪の中には性器を強調したものがみられる。また、「ケルト世界のかなり古い神話的存在」で、「慣例でシーラ・ナ・ギグと呼ばれて」いる存在は、「これについての文字資料は皆無であるが、創造と破壊の女神として紹介されることが多い」が、「アメノウズメと同じような猥褻な動作をしている」。

## 女神の数
『古事記』に記される280柱前後（神武東征以後は除く）の内、無性別の神・性別不詳の神・男神を除いた女神の数は65柱前後である。この内、オオゲツヒメが殺害されており（『紀』ではウケモチ）、またクシナダヒメの姉妹神もヤマタノオロチに殺されているため、厳密な数は不明。全体数の約4分の1とギリシア神話と比較して少ないが、これは日本神話において無性や性別不詳の神がギリシア神話と比べて多いためであり、例として、八種の雷神、因幡の白兎、サヒモチの神＝サメなど人外神が豊富にいる。本州（大倭豊秋津島）＝天御虚空豊秋津別も『記』における男神女神の書き順からいえば、女神だが、明記されていないなど不明瞭な部分がある。

### 女神とも解釈される柱
- カミムスヒ
- シナツヒコ - 科長神社などでは男女一対の神（女神）としても扱う。
- ウカノミタマ
- 井氷鹿 - 『古事記』『日本書紀』に性別の記載は無いが、『新撰姓氏録』では女神と記す。
- 金屋子神 - 伝承によっては男神ともされる。

古代ギリシアのことわざ「幸運の女神には前髪しかない」も、本来は男神カイロスの特徴を示したものだったが、ローマ神話の女神と混同された結果、変化している（当項目参照）。

## 備考
- 女神も兼ねた柱というのもあり、例えば、神としての四国は、体一つに顔が四つで、顔にはそれぞれ名があり、男名2、女名2で男女対となっていると『古事記』には記述されている（例、伊予国の神名はエヒメと記され、女神として扱われる）。
- 元は女神を祀っていたものが、仏教（厳密には空海）の影響によって男神とされるようになった例としては、伏見稲荷神社がある[11]。逆に観音菩薩などのように、男神だったものが女神として信仰されるようになった例もある。
- 中国神話に「戦う女神」は存在せず、日本神話内の「スサノオが来た際に武装したアマテラス」（『日本書紀』巻1第6段）の話は日本古来の独自性が指摘されている[12]。
- 琉球の古語では「君」を女神という意味で用い、「君真物」や「君手摩」といった女神の名にみられる[13]。